# NGC 3337
NGC 3337 (również PGC 31860) – galaktyka soczewkowata (S0^-), znajdująca się w gwiazdozbiorze Sekstantu. Odkrył ją Albert Marth 22 marca 1865 roku.